# Sukrawetan
Sukrawetan is een bestuurslaag in het regentschap Indramayu van de provincie West-Java, Indonesië. Sukrawetan telt 7645 inwoners (volkstelling 2010).